# Мирный (Воронежская область)
Мирный — посёлок в Воробьёвском районе Воронежской области России.
Входит в состав Берёзовского сельского поселения.

## География

### Улицы
- ул. Заречная,
- ул. Зелёная.

## История
Ранее населённый пункт назывался Крутенькое 
Наступил 1929 год. Правительство СССР во главе с И.В. Сталиным решило превратить мелкие единоличные крестьянские хозяйства в крупные, объединив в колхозы и совхозы. В 1930 год был создан зерносовхоз на землях между сёл Мужичье и Нижним быком. Вначале построили два больших каменных барака на 10 семей каждый, позже несколько домов, контору, клуб из камня, который ломали в Куневом яру. 
Жителями стали молодые семьи из соседних сел – Мужичье, Нижний Бык, Березовка, х. Ломы, Банное. Одни отправлялись возводить новые заводы, другие шли в совхозы, т.е. совместное хозяйство. Крутенькое стало II отделением совхоза «Воробьевским».
В 2001 г. постановлением Правительства РФ поселок Крутенький переименован в Мирный.

## Население
| 2010 |
| ---- |
| 137  |